# Euclydes Barbosa
Euclydes Barbosa, conegut com a Jaú, (7 de desembre de 1909 - 26 de febrer de 1988) fou un futbolista brasiler.

## Selecció del Brasil
Va formar part de l'equip brasiler a la Copa del Món de 1938.